# Pyrrhus II
Pyrrhus II av Epirus var kung av Epiros mellan 237 och 237 f.Kr..  